# Zdzisław Biernacki
Zdzisław Biernacki (ur. 27 lipca 1926, zm. 25 maja 2018) – doktor inżynier, leśnik, geolog, urbanista, fizjograf.
Żołnierz Armii Krajowej, walczył w Zgrupowaniu „Rajski Ptak” oraz w Armii Stanów Zjednoczonych – w kompanii wartowniczej w Mittenwaldzie. Był członkiem Komisji Kombatanckiej przy Dyrektorze Generalnym Lasów Państwowych. 
Pracował w Biurze Odbudowy Stolicy, Wydziale Architektury Prezydium Stołecznej Rady Narodowej oraz w Warszawskim Przedsiębiorstwie Geodezyjnym. Był współautorem planów zagospodarowania przestrzennego Warszawy i Skopje.
Wieloletni działacz i członek honorowy Towarzystwa Urbanistów Polskich, przewodniczący Sekcji Fizjografii TUP w latach 1974–1977. Autor wielu pionierskich badań i opracowań z zakresu przyrodniczych podstaw planowania przestrzennego. Wybitny znawca problemów środowiskowych Warszawy i Mazowsza, współautor opracowań o środowisku przyrodniczym Warszawy, jej geomorfologii i hydrografii.

## Odznaczenia[1]
- Krzyż Kawalerski Orderu Odrodzenia Polski
- Srebrny Krzyż Zasługi
- Medal Wojska
- Krzyż Partyzancki
- Krzyż Armii Krajowej
- Medalem Pro Memoria

.Pochowany na cmentarzu Powązkowskim.